# Vlag van Poltava (oblast)

Vlag van Poltava (ratio 2:3)

De vlag van Poltava werd ontworpen door Jevhen Sjyraj en officieel aangenomen door het bestuur van de Oekraïense oblast Poltava op 10 februari 1999. De vlag toont een geel Kozakkenkruis op een blauwe achtergrond. De kleuren zijn die van de Oekraïense vlag.